# Wardriving
Wardriving (engl. war ‚Krieg‘ und driving ‚fahren‘) ist das systematische Suchen nach Wireless Local Area Networks mit Hilfe eines Fahrzeugs. Der Begriff leitet sich von Wardialing ab, einer Methode, mittels Durchprobieren vieler Telefonnummern offene Modem-Zugänge zu finden. Einige Wardriver sehen die drei Anfangsbuchstaben dabei als Backronym für „Wireless Access Revolution“.

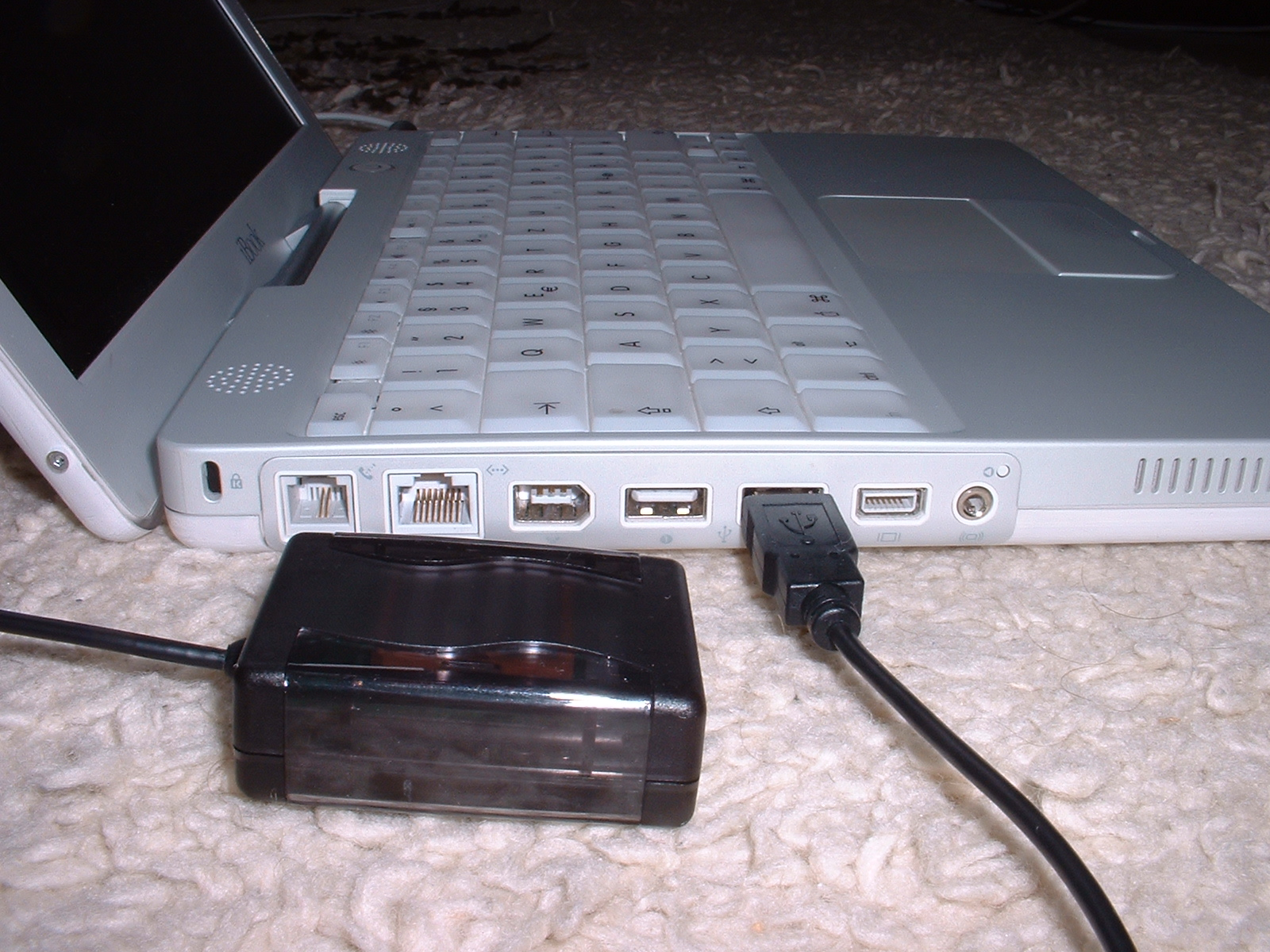
Wardriver-Ausrüstung: Laptop mit WLAN-Funktion und GPS-Empfänger

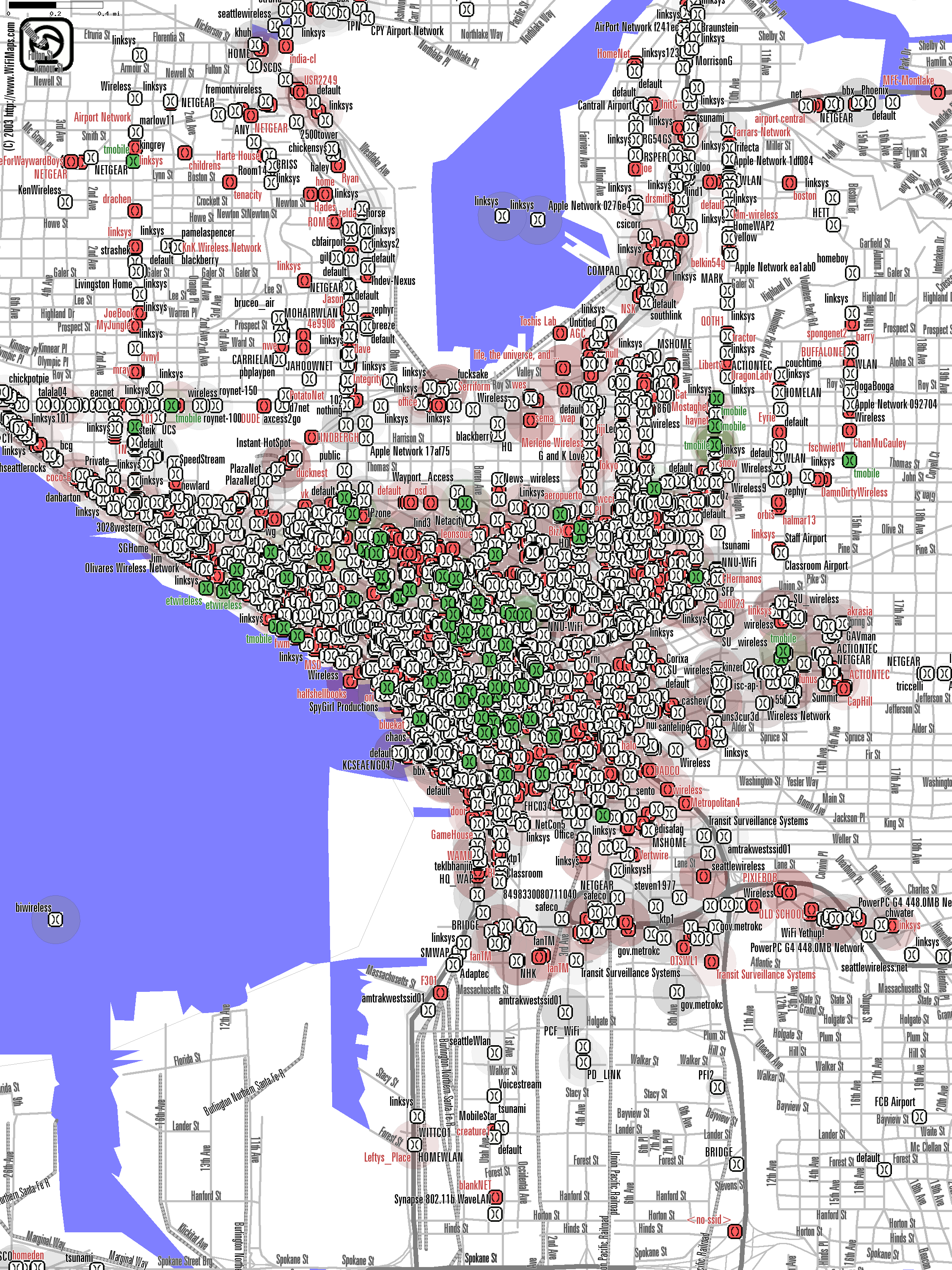
Kartierung von WLAN in Seattle durch Wardriving mit NetStumbler, 2004

## Vorgehensweise
Ein klassischer Wardriver sitzt mit einem Notebook auf dem Beifahrersitz (oder mit einem Beifahrer mit Notebook) in einem Auto und spürt Netzwerke auf. Oft wird zusätzlich eine externe Antenne verwendet, um die Reichweite zu erhöhen. Zum Auffinden vorhandener WLANs wird meist ein WLAN-Sniffer benutzt, der die Daten gefundener Netzwerke automatisch protokolliert, sich jedoch nicht, wie oftmals missverständlich behauptet, in ein fremdes Netz einwählt. Sogenannte "Beacon frames", sind Datenpakete die von einem Access Point standardmäßig ca. 10 Mal in der Sekunde ausgesendet werden und enthalten Informationen wie ESSID, BSSID, Kanal und Verschlüsselungsmethode, mit welchen der Access Point konfiguriert wurde. Aus Sicherheitsgründen sind diese Angaben manchmal falsch, sodass nur ein Nutzer mit Wissen über diese Informationen Zugriff erhalten kann. Die empfangenen Beacons werden im Zusammenhang mit den GPS-Daten gespeichert.
Prinzipiell kann jedoch auch jedes beliebige andere Fortbewegungsmittel für die WLAN-Suche verwendet werden. Dementsprechend haben sich auch weitere Bezeichnungen für diesen Vorgang etabliert, bei denen der Wortteil driving durch ein anderes zur jeweiligen Fortbewegungsart passendes Verb ersetzt wird. WarWalking bezeichnet beispielsweise die WLAN-Suche zu Fuß.
Genauso muss nicht immer ein Notebook zum Einsatz kommen. Auch für Smartphones, PDAs oder die PlayStation Portable gibt es Software, um drahtlose Netzwerke aufzuspüren. Darüber hinaus gibt es mittlerweile auch eigens konzipierte, kompakte Embedded-Produkte für das Aufspüren von WLANs, die noch kleiner als PDAs gebaut sind und damit entsprechend weniger leicht auffallen.

## Motivation
Die simpelste Motivation besteht darin, unterwegs einen offenen Internetzugang für den Eigengebrauch finden zu wollen. Dabei handelt es sich jedoch nicht mehr um das eigentliche Wardriving im Sinne des reinen Kartografierens von WLANs.
Andere betreiben Wardriving aus Neugierde und machen ein Hobby daraus. Sie beschäftigen sich mit WLAN-Technik und haben einen gewissen Entdeckertrieb.
Eine weitere Motivation für Wardriving kann sein, Sicherheitslücken in WLANs aufzuspüren und dem Betreiber zu melden. Im Vordergrund steht das Bedürfnis, die Zahl der oft unfreiwillig oder unbemerkt offen gelassenen WLANs zu reduzieren. Dies kann insbesondere dem Betreiber selbst zugutekommen, da nach aktueller Rechtslage auch dieser zur Verantwortung gezogen werden kann, wenn bei einem Download strafrechtlich relevante Inhalte nachgewiesen werden können und der Betreiber das WLAN zur Tatzeit nachweislich unverschlüsselt betrieben hatte.
Schließlich gibt es auch die kriminelle Motivation, in offene WLANs einzubrechen, um Daten zu stehlen oder das Netz als Sprungbrett für weitere Angriffe zu nutzen. Häufig sind es Cracker (auch Black Hats genannt), die in dieser Art vorgehen, wobei sie sich des äußerst geringen Risikos bewusst sind, aufgespürt zu werden.

## Kennzeichnungen
Da das Auffinden offener WLANs eine recht redundante Tätigkeit ist, ging man in der Subkultur der Wardriver bald dazu über, offene und für gut befundene Empfangsstellen eigens für nachkommende Gleichgesinnte zu kennzeichnen.
Eine der ersten Methoden war hierbei das sogenannte WarChalking, also das Kennzeichnen von Empfangsstellen mittels Kreide oder ähnlichen Behelfen.
Die zunehmende Verbilligung von GPS-Empfängern hat mittlerweile dazu geführt, dass Wardriver die gefundenen Hot-Spots auch verstärkt mittels eigener Software kartografieren. Die dabei entstehenden Karten werden teilweise im Internet als eine Art freie Dienstleistung zugänglich gemacht und immer wieder aktualisiert.

## Unbefugter Zugriff
Maßnahmen zur Verhinderung des unbefugten Zugriffes infolge von Wardriving unterscheiden sich – abgesehen von der Reduzierung der Funkreichweite – nicht wesentlich von Maßnahmen gegen den unbefugten Zugriff auf LANs infolge anderer Mittel der Informationsbeschaffung.

## Rechtslage in Deutschland
Beim Wardriving mit motorisierten Fahrzeugen kann ein Verstoß gegen § 30 Abs. 1 Straßenverkehrsordnung vorliegen, wenn jemand durch das „Sinnlose Umherfahren innerhalb geschlossener Ortschaften“ belästigt würde. Das Handyverbot greift ebenfalls, d. h. der Fahrer darf entsprechende Geräte während der Fahrt nicht bedienen.